# Onorevoli Wanted
Onorevoli Wanted è un libro scritto da Peter Gomez e Marco Travaglio, pubblicato da Editori Riuniti nel 2006.
Il libro parla della situazione giudiziaria della classe politica italiana della XV legislatura, e contiene storie, sentenze e scandali su 25 pregiudicati, 26 imputati, 19 indagati e 12 cosiddetti "miracolati" eletti nel parlamento italiano ed europeo.
A partire dall'etimologia della parola "candidato" (da candidatus in latino), cioè vestito di toga candida - emblema degli aspiranti alle magistrature romane e simbolo di onestà - nel testo vengono analizzati i "candidati" presenti nel Parlamento italiano che hanno avuto guai con la giustizia.

## Edizioni
- Peter Gomez, Marco Travaglio, Onorevoli Wanted, collana Primo piano, Editori Riuniti, 2006,  pp. 726, ISBN 88-359-5772-9.